# Osmond Ezinwa
Osmond Ezinwa (ur. 22 listopada 1971) – nigeryjski lekkoatleta, sprinter, medalista igrzysk olimpijskich i mistrzostw świata.
W 1996 został zdyskwalifikowany na 3 miesiące z powodu dopingu (efedryna).
Jest bratem bliźniakiem Davidsona Ezinwy, wraz z którym odnosił sukcesy w sztafecie 4 × 100 metrów.
Na mistrzostwach świata juniorów w 1990 w Płowdiwie zdobył brązowy medal w sztafecie 4 × 100 metrów, a w finale biegu na 200 metrów zajął 4. miejsce. Zdobył srebrny medal w sztafecie 4 × 100 metrów i zajął 8. miejsce w biegu na 100 metrów na igrzyskach Wspólnoty Narodów w 1990 w Auckland.
Na igrzyskach olimpijskich w 1992 w Barcelonie zdobył srebrny medal w sztafecie 4 × 100 m (wystąpił tylko w biegu eliminacyjnym).
Zdobył brązowy medal igrzysk afrykańskich w 1995 w Harare w biegu na 100 metrów. W lutym 1996 został zawieszony na trzy miesiące za używanie środka dopingującego – efedryny. Na igrzyskach olimpijskich w 1996 w Atlancie startował w składzie sztafety 4 × 100 m, która odpadła w półfinale. Zajął 3. miejsce w biegu na 100 metrów podczas finału Grand Prix IAAF w 1996 w Mediolanie.
Na mistrzostwach świata w 1997 w Atenach zdobył srebrny medal sztafecie 4 × 100 m (sztafeta Nigerii biegła w składzie: Osmond Ezinwa, Olapade Adeniken, Francis Obikwelu i Davidson Ezinwa. Wynik 37,94 był do 2019 roku rekordem Afryki.
Rekordy życiowe Osmonda Ezinwy:
- bieg na 100 metrów – 10,05 (7 września 1996, Mediolan) / 9,94w (4 września 1996, Pula)
- bieg na 200 metrów – 20,56 (2 czerwca 1997, Saint-Denis)